# Кириченко Світлана Тихонівна
Світла́на Ти́хонівна Кириче́нко (31 жовтня 1935, Київ — 22 квітня 2016, Київ) — учасниця українського правозахисного руху. Дружина Юрія Бадзя.

## Життєпис
1957 року закінчила Київський державний університет імені Тараса Шевченка (філологічний факультет) та почала працювати в Інституті літератури АН УРСР у Києві, де познайомилася з Іваном Світличним, Леонідом Коваленком, Юрієм Бадзьом, Василем Стусом, які вплинули на її національну свідомість. Від 1969 року — в Інституті філософії АН УРСР (Київ).
1965 року брала участь у політичному протесті в київському кінотеатрі «Україна» проти арештів української інтелігенції, розповсюджувала самвидав.
1972 року, після арешту Надії Світличної, звернулася з листом до 1-го секретаря ЦК КПУ з вимогою повернути родині її 2-річного сина, вивезеного з дитсадка, за що була звільнена з роботи (надалі періодично залишалася безробітною до кінця трудової діяльності).
1979 року в помешканні родини проведено обшук, вилучено рукописну працю Юрія Бадзя «Право жити». Звернулася з «Відкритим листом», який неодноразово був озвучений у програмах радіо «Свобода», до міжнародної громадськості та партійно-державного керівництва СРСР із біографією чоловіка та коротким викладом цієї праці.
Розповсюджувала інформацію про політичні репресії в Україні, налагодила зв'язки з дисидентами країн Балтії, Москви, Південного Кавказу.
Навесні 1980 року вивезла з побачення з чоловіком нові вірші Миколи Руденка, у січні того ж року передала до США рукопис збірки віршів Василя Стуса «Палімпсести». 9 грудня 1980 року була засуджена до трьох місяців виправних робіт за відмову свідчити на новому процесі В. Стуса.
20 квітня 1983 року на знак протесту проти переслідування сім'ї (сина відрахували з інституту, на комсомольських зборах від нього вимагали зректися батька; з дочкою-школяркою дирекція школи вела «виховні бесіди» про батьків-«антирадянщиків») оголосила безтермінове голодування та повідомила про це телеграмою генерального секретаря ЦК КПРС Юрія Андропова. Через 2 тижні ректор відкликав наказ про виключення сина; також після 3-річної перерви надане одноденне побачення з чоловіком, який був ув'язнений у мордовському таборі Дубравлагу в селищі Барашево.
У 1986–1988 роках перебувала разом із чоловіком на засланні в якутському селищі Хандига.
Після повернення брала активну участь у процесах національного відродження, працювала у секретаріаті Демократичної партії України.
1993 року перенесла тяжкий інсульт, інвалід I групи.
5 листопада 2013 року в Київському будинку вчителя відбулася презентація книги спогадів Світлани Кириченко «Люди не зі страху».

## Родина
1963 року в Інституті літератури АН УРСР Світлана Кириченко знайомиться з Юрієм Бадзьо, з яким одружується 1964 року. Мати двох дітей — син і донька.

## Твори, публікації
- Птах піднебесний: Спогади про Василя Стуса // «Дніпро». — 1998. — № 1-2. — С. 64-124
- Хочеш працювати для України, сину? : Юрій Бадзьо // «Літературна Україна». — 1999. — 6 травня. — С. 3
- 1976 : Спогади // «Дніпро». — 2001. — № 5-6. — С. 95-122
- 1977-й: Спогади // «Дніпро». — 2002. — № 1-2. — С. 85-110
- Люди не зі страху. Українська сага: Спогади / Перед. сл. Ю. Бадзя. — К. : Смолоскип, 2013. — 920 с. — ISBN 978-966-2164-57-2.
  - Фрагмент зі спогадів «Люди не зі страху» [Архівовано 17 Березня 2016 у Wayback Machine.] // exlibris.org.ua
- Птах піднебесний: Спогади про Василя Стуса / Перед. сл. Юрія Бадзя. К.: Смолоскип, 2016. 160 с. ISBN 978-617-7173-37-2

## Відзнаки
- Орден княгині Ольги ІІІ ступеня (16 січня 2009 року) — «за вагомий особистий внесок у справу консолідації українського суспільства, розбудову демократичної, соціальної і правової держави та з нагоди Дня Соборності України», нагороджується член громадської організації «За реабілітацію „Першотравневої двійки“» (Київ)[4].